# Movimento Independente para a Reconstrução Nacional / Partido da Direita Portuguesa
O Movimento Independente para a Reconstrução Nacional / Partido da Direita Portuguesa (MIRN/PDP), foi um partido português, já dissolvido, fundado em 1979.
Defendia o estabelecimento de um regime presidencialista e foi frequentemente conotado com a extrema-direita.

## História
Foi oficialmente inscrito como partido em 1979 tendo na sua genealogia o Movimento Independente para a Reconstrução Nacional (MIRN), criado em janeiro de 1977 pelo General Kaúlza de Arriaga, seu Líder.̴
O MIRN foi legalizado como associação a 23 de dezembro de 1976 e os seus estatutos tornados públicos em janeiro de 1977 e, como não era ainda um partido, os militantes do CDS e PPD que quisessem podiam ter dupla filiação – a direção do CDS emitiu uma diretiva a proibir os seus militantes de o fazerem.
A Juventude do MIRN conseguiu, no entanto, afirmar-se entre os jovens da direita, recrutando entre o Movimento Nacionalista Português e a Juventude do CDS. Os jovens foram um dos principais alvos do recrutamento do movimento e, para evitar desvios mais radicais, nocivos para a imagem pública do MIRN, Kaúlza nomeou o tenente-coronel Bernardino Margalho Soares para dirigir a estrutura juvenil.
A sede do MIRN era na Avenida da Liberdade, em Lisboa, que era propriedade do industrial Lúcio Tomé Feteira. A delegação do Porto terá sido fundada pelos então jovens Diogo Pacheco de Amorim e Frederico Ancede.
Em 1979 apoiou a Aliança Democrática (AD).
Concorreu depois às eleições legislativas de 1980, pretendendo ser uma alternativa à mesma AD, coligado com o Partido da Democracia Cristã (PDC) e a Frente Nacional (FN) tendo obtido resultados pouco significativos. Entretanto, o seu Presidente foi afastado pelo advogado António dos Santos Ferreira, que assumiu as suas funções.[carece de fontes?] Em 1984 cessou a sua actividade enquanto partido político, dissolvendo-se oficialmente em 1997.

## Ideário
O seu ideal, segundo um seu opúsculo programático, surgia para executar a nova política externa fundada “nas três riquezas nacionais: a capacidade de trabalho dos portugueses […]; o incalculável valor global das nossas posições geoestratégicas […]; e as relações privilegiadas com importantes países de expressão lusíada".
Pretendia internamenteː
1. Rever a Constituição para estabelecer um regime presidencialista, uma IV República;
2. A ‘desmarxização’ do país,
3. diminuição do papel económico do Estado e das suas funções sociais,
4. reprivatização da economia,
5. “a redução da libertinagem, da parasitagem e da marginalidade” e
6. “a reorganização e o funcionamento capazes do ensino e da assistência sanitária, privatizando-os”.

Uma outra grande ideia do MIRN era o julgamento de todos os responsáveis pela descolonização no seguimento do 25 de Abril de 1974, dos socialistas aos comunistas, sem esquecer os centristas e os sociais-democratas. O MIRN considerava a descolonização uma “catástrofe nos aspetos humano, como político, económico, estratégico”, nas palavras de Kaúlza no documento A Proposta MIRN, de 1977.

### Cronologia
- 23 de dezembro de 1976 - criação da associação MIRN - Movimento Independente para a Reconstrução Nacional e os seus estatutos tornados públicos em janeiro de 1977.
- 20 de fevereiro de 1977 - acontece o seu primeiro evento e este foi no Porto .
- 27 de julho de 1979 - oficialização do partido MIRN/PDP no Supremo Tribunal de Justiça (STJ)[1]
- poucos meses depois, sai Jorge Morais Barbosa, secretário-geral e responsável pela transformação de movimento em partido.
- 5 de outubro de 1980 - a coligação PDC-MIRN/PDP-Frente Nacional concorre às eleições legislativas de 1980[4]
- 30 de junho de 1984 - cessou as suas actividades[5]
- 12 de novembro de 1997 - oficialização da dissolução do partido[5]

### Resultados eleitorais do partido
| 1980 | PDC-MIRN/PDP-FN | Legislativas | 23 819 | 0.4% | 0 |

(fonte: Comissão Nacional de Eleições)